# 宜万乡
宜万乡，是中华人民共和国湖南省常德市澧县下辖的一个乡镇级行政单位。

## 行政区划
宜万乡下辖以下地区：
金马社区、万花村、新华村、菊花岭村、宜万村、蔡家坡村、福新村、双家桥村和洪桥村。